# Leucauge clarki
Leucauge clarki là một loài nhện trong họ Tetragnathidae.
Loài này thuộc chi Leucauge. Leucauge clarki được miêu tả năm 1968 bởi Locket.